# Dan H. Andersen
Dan Henry Andersen (født 14. juli 1956) er en dansk forfatter og historiker.
Dan H. Andersen er cand.mag. i historie og engelsk fra Københavns Universitet i 1991. I 1993-1996 var han stipendiat ved Det Europæiske Universitetsinstitut i Firenze. I 2001 blev han Ph.d. på en afhandling om dansk-norsk skibsfart i Middelhavet i den florissante handelsperiode. Fra 1997 til 2005 var han ekstern lektor ved Institut for Historie, Københavns Universitet. I 2005 blev han freelance forfatter og foredragsholder.
Foruden en lang række videnskabelige og populærhistoriske artikler om bl.a. søfart og økonomisk historie har Dan H. Andersen udgivet bøger om Peter Wessel Tordenskiold, Marie Grubbe, Den Store Nordiske Krig, hemmelige selskaber og nazismen som sekulær religion. I offentligheden er han bedst kendt som kritiker af pseudohistorie og konspirationsteorier.